# Actinopus anselmoi
Actinopus anselmoi (лат.) — вид мигаломорфных пауков из семейства Actinopodidae. Бразилия (штат Рио-де-Жанейро). Назван в честь американского рок-музыканта Фила Ансельмо, солиста группы Pantera. Общая длина 8 мм; карапакс в длину 4,25 мм и в ширину 4,08 мм. Карапакс, хелицеры, стернум, бёдра, вертлуг, бедро, пателла, голени, метатарзус и лапки красновато-коричневые; голени щупиков желтоватые, светлее остальных частей. Брюшко бледно-серое. Хелицеры с семью зубцами вдоль пролатерального ряда зубов. Самцы Actinopus anselmoi отличаются от таковых A. reznori малозаметной PA (paraembolic apophysis); наличие только одного киля на пролатеральном копулятивном бульбусе и зубчатого участка, расположенного вентрально на пролатеральном эмболусе.